# 이종찬 (1948년)
이종찬(李鍾贊, 1948년 ~ )은 춘천지방법원과 서울북부지방법원에서 법원장을 역임한 법조인이다. 본관(本貫)은 전의(全義)이며 예조 참판(禮曹叅判) 이함장(李諴長)의 후손이다.

## 생애
1948년 경상남도 의령군에서 태어난 이종찬은 경남고등학교와 서울대학교 법학과를 졸업하고 제15회 사법시험 합격하여 사법연수원과 군 법무관을 마치고 대전지방법원 판사에 임용되어 서울민사지방법원 서울형사지방법원 등의 판사와 대법원 재판연구관을 거쳐 서울지방법원, 부산고등법원 등에서 부장판사를 지냈다.
사법연수원에서 연수를 받을 때 춘천지방검찰청에서 4개월 동안 시보로 근무했던 이종찬은 2005년 2월 법원장으로 승진하여 춘천지방법원 법원장으로 취임하면서 "주민들이 쉽게 접근할 수 있도록 법원의 이미지를 새롭게 하고 신속·공정한 재판을 위해 최선을 다하겠다"고 했다.
이종찬은 2002년 3월부터 2년여동안 서울고등법원 언론전담부 재판장으로 근무하면서 대전 법조 비리 사건에 연루된 대전지방검찰청 검사들이 언론사를 상대로 제기한 손해배상·정정보도 청구 사건에서 일반 검사들의 청구를 배척하여 국민의 알 권리를 강조한공적 인물에 대한 감시 기능 강화와 국민의 알 권리 확대에 노력하였으며 형사부 재판장으로 근무할 때 치과 여의사 모자 살해사건에서 피고인인 남편에게 무죄, 보라매 병원 의사들이 중환자를 퇴원시켜 사망에 이르게 한 사건에서 살인방조죄를 적용한 유죄 판결했다.

## 주요 판결
- 서울지방법원 민사합의11부 재판장으로 재직하던 1996년 5월 16일에 연극배우 윤석화가 공연대행업체를 상대로 제기한 손해배상 청구소송에서 "피고가 원고를 섭외하지 않은 채 일방적으로 공연 주최 측에 윤석화의 공연 일자를 통고하여 주최 측이 윤석화가 출연하는 것처럼 홍보한 것이 인정된다"며 "피고는 원고에게 위자료 1천만원을 지급하라"고 했다.[2]
- 부산고등법원 형사1부 재판장으로 재직하던 1999년 5월 17일에 영남위원회 사건과 관련하여 국가보안법 반국가단체 구성 등을 적용해 징역3~9년이 선고된 울산광역시 동구 구청장 김창현 등 9명에게 이적단체 구성 등만 적용하여 징역2~4년을 선고했다.[3] 10월 14일에 한나라당 김태호 의원에게 "호남 출신이 울산시장에 당선되어서는 안된다"고 한 연설은 "후보자 비방죄 구성요건에 해당되지 않고 위법성도 없다"며 원심을 깨고 무죄를 선고했다.[4]